# Inge Götze
Inge Götze (geboren 1. Juli 1939 in Wangerin) ist eine  deutsche Textilkünstlerin, Malerin und Zeichnerin.

## Leben und Wirken
Inge Götze ist das zweite von vier Kindern von Siegfried Liermann (21. Dezember 1912 – 3. März 1981, Bäckergeselle, Schlosser, dann LPG-Vorsitzender in Rubow und Lehmkuhlen) und Else Liermann, geb. Werner (31. Januar 1915 – 12. September 2006, Verkäuferin im Textilgeschäft, zu DDR-Zeiten tätig in einem Baukombinat).
Inge Götze studierte von 1956 bis 1959 an der Hochschule für Bildende Künste Dresden Malerei. 1959/1960 arbeitete sie in Warnemünde  in den Webwerkstätten Katja Witt. Von 1960 bis 1966 studierte sie in Halle an der damaligen Hochschule für industrielle Formgestaltung Bildteppichgestaltung. Ihre wichtigsten Lehrer waren Willi Sitte, Irmgard Glauche und Lothar Zitzmann. Anschließend hatte sie bis 1969 eine Aspirantur. Von 1969 bis 1972 war sie als Künstlerisch-wissenschaftliche Mitarbeiterin insbesondere für die Betreuung des zeichnerischen Aktstudiums in den Fachklassen verantwortlich. Ab 1972 war sie Lehrerin im Hochschuldienst für zeichnerisches Naturstudium und Leiterin des Fachgebietes Textilgestaltung, ab 1978 Dozentin und ab 1989 Professorin für Textilkunst.
Frühzeitig wandte Inge Götze sich in ihren Arbeiten vom ausschließlich figurativem, gegenständlichen Anspruch der DDR-Kunst ab. Auf einengende Vorgaben des staatlichen Kulturbetriebs reagierte sie in ihrem Werk mit einem Wandel zu mehr Abstraktion und Kleinformat, Ornamenten und experimenteller Bildgestaltung. Ihr Œuvre besteht aus Gobelins, Gemälden, Papierarbeiten, Scherenschnitten und figurativen Applikationsarbeiten, auch als Auftragswerke für repräsentative öffentliche Objekte.
Ihre späten Arbeiten werden als Neuerfindungen von Landschaften, von Licht und Luftbewegungen mit Bezügen zu Gewächsen und Erdreich beschrieben, die Nachdenken und Anschauungen sichtbar machen.
Inge Götze war bis 1990 Mitglied des Verbands Bildender Künstler der DDR. Sie hatte im In- und Ausland eine bedeutende Zahl von Einzelausstellungen und Ausstellungsbeteiligungen, in der DDR u. a. von 1972 bis 1983 an der VII. bis IX. Kunstausstellung der DDR in Dresden.
Sie war nach der deutschen Wiedervereinigung aktiv an der Neuausrichtung der Hochschule beteiligt. Von 1991 bis 1994 war sie Dekanin der Fakultät Kunst. Von 1992 bis zum Ausscheiden aus dem aktiven Hochschuldienst 2004 hatte sie eine Professur für Malerei/Textil. Sie lebt in Halle/Saale. Zu ihren Schülerinnen und Schülern gehörten u. a. Ulrich Reimkasten und Christiane Werner.
2001 erlitt sie auf einer Exkursion mit Studenten in Krakow einen Unfall mit langwierigen gesundheitlichen Folgen.
Inge Götze ist mit Wasja Götze verheiratet, ihr Sohn Moritz ist Maler. „Am Tage war sie Professorin, am Abend Mutter und in der Nacht ging sie noch in das Atelier, um eigene Kunstwerke zu schaffen. […] Das ist der Weg gewesen, ich weiß nicht, wie oft ich den Weg gegangen bin von 1960 bis praktisch jetzt. Er ist so schön, dass er einem nie über werden konnte.“

## Ehrungen
- 1975: Kunstpreis der DDR
- 1985: Preis der Quadriennale des Kunsthandwerks sozialistischer Länder in Erfurt

- 2004: Medaille „Dank der Burg“ für ihre außergewöhnlichen Verdienste um die Hochschule.[4]

## Werke (Auswahl)
- Leben im Sozialismus (Wandteppich, 430 × 255 cm; vormals im Gästehaus des Staatsrats der DDR)[5]
- Sozialismus und Frieden (Wandteppich, 520 × 650 cm; vormals in einem Raum für Eheschließungen in Potsdam)[6]

- Lob der Poesie (1971, Wandteppich, appliziert; auf der VII. Kunstausstellung der DDR)[7]
- Fregatte (1977, Wandteppich, appliziert und gestickt; auf der VIII. Kunstausstellung der DDR)[8]
- Die Ernte des Waldes (1977, Bildteppich, Wolle, gewebt; auf der VIII. Kunstausstellung der DDR)
- Wasser (1983, Wandbehang; Applikation und Faltentechnik, Synthetik, 168 × 168 cm; Kunstgewerbemuseum Dresden, Inv.-Nr. 47415)[9]

## Ausstellungen seit der deutschen Wiedervereinigung (unvollständig)

### Einzelausstellungen
- 2012 Werkschau: Fürst Pückler träumt in Zeitz unter einem Dach. Schloss Moritzburg (Zeitz)
- 2015: Inge Götze und Johannes Nagel. Zeitkunstgalerie, Halle
- 2017 Annäherungen an den Croÿ-Teppich, Evangelisches Zentrum Berlin
- 2017/18 Ins Angesicht geschaut, Pommersches Landesmuseum Greifswald
- 2018: „4 mal Götze – eine Hallenser Künstlerfamilie.“ Speyer
- 2018 Ein Tag am Meer, Pommersches Landesmuseum Greifswald
- 2019 Ausstellung in Museum Stolp/Słupsk

### Ausstellungsbeteiligungen
- 2000: Bildteppiche aus Halle nach 1945. Kunsthalle „Talstrasse“, Halle
- 2011: Der Hallesche Bildteppich. Willi-Sitte-Galerie Merseburg
- 2016: Gewebte Träume – Der Bildteppich in Mitteldeutschland. Reflexionen auf Jean Lurçat. Kunstmuseum Moritzburg, Halle